# 열녀박씨 계약결혼뎐
《열녀박씨 계약결혼뎐》은 2023년 11월 24일부터 2024년 1월 6일까지 방송되었던 MBC 금토 드라마였다.

## 기획 의도
죽음을 뛰어넘어 2023년 대한민국에 당도한 19세기 욕망 유교걸 박연우와 21세기 무감정 끝판왕 강태하의 금쪽같은 계약 결혼 스토리를 담은 드라마

## 제작진

### 제작사
- 초록뱀미디어

### 극본
- 고남정 : TV조선 특집 드라마 《아내스캔들 - 바람이분다》(집필) 집필

### 연출
- 박상훈 : MBC 주말 드라마 《왔다! 장보리》(공동 연출), MBC 드라마 페스티벌 2014 《기타와 핫팬츠》(연출), MBC 주말 드라마 《여자를 울려》(공동 연출), MBC 일일 특별 기획 드라마 《아름다운 당신》(공동 연출), MBC 세가지색 판타지 《생동성 연애》(연출), MBC 수목 드라마 《자체발광 오피스》(공동 연출), MBC 수목 드라마 《내 뒤에 테리우스》(공동 연출) 연출
- 강채원

## 등장 인물
- (†) 표시는 드라마 상에서 최종적으로 사망한 인물이다.

### 주요 인물
- 이세영: 박연우 역(아역: 이설아) - 한양 제일의 원녀, 태하의 가짜 신부. 태하의 연인. 전생에 자신의 집안과 태하를 죽인 범인이 윤씨 부인(혜숙)라는 것을 알게되었다. 상모에게 납치 당해 죽을 위기에 처한다.
- 배인혁: 강태하 역(아역: 김서준, 구현) - SH서울 부대표, 살아 있는 인간 안드로이드. SH그룹의 부대표이자 잠정적 후계자. 연우의 연인. 심장병을 가지고 있다. 혜숙을 통해 상모가 친어머니를 죽게 만든 것을 알게되었다.
- 주현영: 사월 역 - 연우의 몸종, 세상에 둘도 없는 연우의 죽마고우
- 유선호: 강태민(아역: 김예겸) 역 - 태하의 이복 남동생, 노는 게 제일 좋은 한량 재벌 3세
- 조복래: 홍성표 역 - 태하의 비서, 태하만을 위한 5분 대기조

### 태하의 주변인물
- 진경: 민혜숙 역 - 태하의 계모이자 태민의 친모, SH서울 대표. 전생의 윤씨 부인. 전생에 연우의 집안과 태하를 죽이려고 명수에게 지시함.
- 천호진: 강상모 역 - 태하의 조부, SH 회장. 수다쟁이 할아버지. 혜숙의 시아버지. 태하와 태민의 친할아버지. 서준의 외할아버지. 해령의 아버지
- 손소망: 강해령 역 - 강회장의 막내딸. 철딱서니 사고뭉치. 서준의 어머니. 혜숙의 시누이. 태하와 태민의 고모
- 정시율: 이서준 역 - 해령의 아들. 상모의 외손자. 혜숙의 조카. 태하와 태민의 친척 남동생

### SH그룹 사람들
- 이준혁: 황명수 역 - SH서울 이사, 혜숙의 오른팔. 회사 내 별명은 활명수. 전생에 윤씨 부인(혜숙 전생)의 지시로 연우의 집안과 태하를 죽인 범인.
- 권아름: 유하나 역 - SH서울 마케팅팀 대리. SH서울의 엘리트
- 정시아: 오현정 역 - SH서울 마케팅팀 팀장. 싱글 워킹맘
- 노종현: 이석주 역 - SH서울 마케팅팀 신입. 마케팅팀 막내, 신입

### 미담
- 김여진: 이미담 역 - 한복 브랜드 미담의 대표. 전생의 연우 엄마
- 박연우: 도윤재 역 - 미담 실장, 수석 디자이너. 대표의 신뢰를 받는 인물. 연우의 사수

### 그리고...
- 이영진: 천명(아역: 김태연) 역 - 시간 관리자. 신비한 초록색 눈을 가진 색목인(色目人)
- 오유진: 홍나래 역 - 성표의 여동생. 3년차 취업준비생
- 김중돈: 최현욱 역 - 실력파 심장외과 교수. 태하 비밀 주치의(미국 병원에서 태하의 심장 수술을 담당). 태하의 심장병을 알고 있는 몇 안 되는 사람 중 하나

### 기타 인물
- 엄효섭: 박재원 역 - 박연우의 아버지.
- 남명렬: 박현 역 - 박연우의 할아버지.
- 최고윤: 최 비서 역 - 태하의 계모 민혜숙의 비서.

### 특별 출연
- 김도아: 옹주 역(1회), 제니 역(9회)
- 김현: 조 상궁 역(1회), 메이 현 킴 역(9회)
- 이민우: 주상 역(1회, 12회)
- 이현걸: 미상 역(1회)
- 안길강: 윤 사장 역(2회)
- 전익령: 윤암 역(3회)
- 남규리: 서윤희 역(4회, 9회) - 태하의 친모.
- 신수현: 김하영 역(4회) - 태하의 원래 계약 결혼 신부.
- 송옥숙 : 대비 역(12회)

## 시청률
최저 시청률과 최고 시청률은 시청률 조사회사와 지역별로 시청률에 차이가 있을 수 있습니다.
| 2023년 | 2023년    | 2023년         | 2023년         | 2023년       | 2023년 |
| 회차   | 방송일    | TNmS 시청률    | AGB 시청률     | AGB 시청률   |        |
| 회차   | 방송일    | 대한민국(전국) | 대한민국(전국) | 서울(수도권) |        |
| ------ | --------- | -------------- | -------------- | ------------ | ------ |
| 제1회  | 11월 24일 | 4.8%           | 5.6%           | 5.3%         |        |
| 제2회  | 11월 25일 | 5.2%           | 5.9%           | 5.8%         |        |
| 제3회  | 12월 1일  | 5.8%           | 6.7%           | 6.7%         |        |
| 제4회  | 12월 2일  | 4.9%           | 6.4%           | 6.2%         |        |
| 제5회  | 12월 8일  | 6.5%           | 7.4%           | 7.2%         |        |
| 제6회  | 12월 9일  | -              | 9.6%           | 9.8%         |        |
| 제7회  | 12월 15일 | 6.1%           | 8.7%           | 8.9%         |        |
| 제8회  | 12월 16일 | -              | 8.0%           | 7.6%         |        |
| 제9회  | 12월 22일 | -              | 7.4%           | 7.4%         |        |
| 제10회 | 12월 23일 | -              | 7.6%           | 7.1%         |        |
| 2024년 |           |                |                |              |        |
| 제11회 | 1월 5일   | -              | 8.0%           | 7.8%         |        |
| 제12회 | 1월 6일   | -              | 9.3%           | 9.4%         |        |

## 수상 경력
- 2023년 MBC 연기대상 여자 신인상 (주현영)
- 2023년 MBC 연기대상 미니시리즈 부문 남자 우수 연기상 (배인혁)
- 2023년 MBC 연기대상 미니시리즈 부문 여자 최우수 연기상 (이세영)

## 결방 사유
2023년
- 12월 29일 : 《2023년 MBC 방송연예대상》 시상식 중계방송으로 결방.
- 12월 30일 : 《2023년 MBC 연기대상》 시상식 중계방송으로 결방.

## 같이 보기
- 대한민국의 텔레비전 드라마 목록 (ㅇ)
- 2023년 대한민국의 텔레비전 드라마 목록
- 2024년 대한민국의 텔레비전 드라마 목록